# Curitibanos (kommun)
Curitibanos är en kommun i Brasilien.   Den ligger i delstaten Santa Catarina, i den södra delen av landet, 1 300 km söder om huvudstaden Brasília. Antalet invånare är 37 774.
Följande samhällen finns i Curitibanos:
- Curitibanos

I omgivningarna runt Curitibanos växer huvudsakligen savannskog. Runt Curitibanos är det ganska tätbefolkat, med 72 invånare per kvadratkilometer.